# Dvorac Liechtenstein
Dvorac Liechtenstein (njemački: Burg Liechtenstein)  je dvorac, koji se nalazi u blizini Maria Enzersdorfa u Donjoj Austriji u blizini Beča. Nalazi se na rubu Bečke šume. Dvorac, prvobitno izgrađen tijekom 12. stoljeća, bio je uništen od strane Osmanlija 1529. i 1683., i ostao u ruševinama do 1884., kada je obnovljen.
Dvorac Liechtenstein  ("svijetli kamen") je prapostojbina vladarske obitelji Liechtenstein po kojoj je kasnije dobila ime i kneževina Lihtenštajn, vladajuća kuća u zemlji s istim imenom, koja je imala u vlasništvu dvorac od najmanje 1140 do 13. stoljeća te ponovno od 1807. nadalje.
Danas je dvorac je uglavnom poznat po Nestroy kazališnom festivalu koji se održava svake godine u ljetnim mjesecima. 

## Vanjske poveznice
- https://web.archive.org/web/20100327132057/http://www.mariaenzersdorf.gv.at/index.php?open=%2Fhtml%2Fburgliechtenstein.htm
- http://www.wien-umland.city-map.at/02010804